# Agrilus gibbosus
Agrilus gibbosus es una especie de insecto del género Agrilus, familia Buprestidae, orden Coleoptera. Fue descrita científicamente por Kerremans, 1899.